# Conus aulicus
Conus aulicus (nomeada, em inglês, Princely Cone, Court Cone ou Guilded Cone) é uma espécie de molusco gastrópode marinho predador do gênero Conus, pertencente à família Conidae. Foi classificada por Carolus Linnaeus em 1758, descrita em sua obra Systema Naturae; sendo uma espécie bonita e muito popular entre os colecionadores. É nativa do Indo-Pacífico e considerada uma das seis espécies de moluscos Conidae potencialmente perigosas ao homem, por apresentar uma glândula de veneno conectada a um mecanismo de disparo de sua rádula, em formato de arpão, dotada de neurotoxinas que podem levar ao óbito. Pertence ao subgênero Darioconus (por vezes elevado à categoria de gênero), mas também já foi incluído, por alguns autores, no incorreto subgênero Regiconus, no qual foi espécie-tipo.

## Descrição da concha
Conus aulicus possui uma concha cônica grande, de curvatura mais ou menos acentuada, com pouco mais de 16 centímetros de comprimento, no máximo, e alongada, com sua última volta ultrapassando três vezes a altura de sua espiral; possuindo coloração geral marrom, mais raramente da cor do doce de leite, com superfície lustrosa, relevo ligeiramente estriado e marcações mais ou menos triangulares, de coloração branca, por toda a sua superfície, o que a torna extremamente atraente. Abertura estreita, mais alargada na segunda metade da concha, em direção a seu canal sifonal, dotada de lábio externo afinado e interior branco.

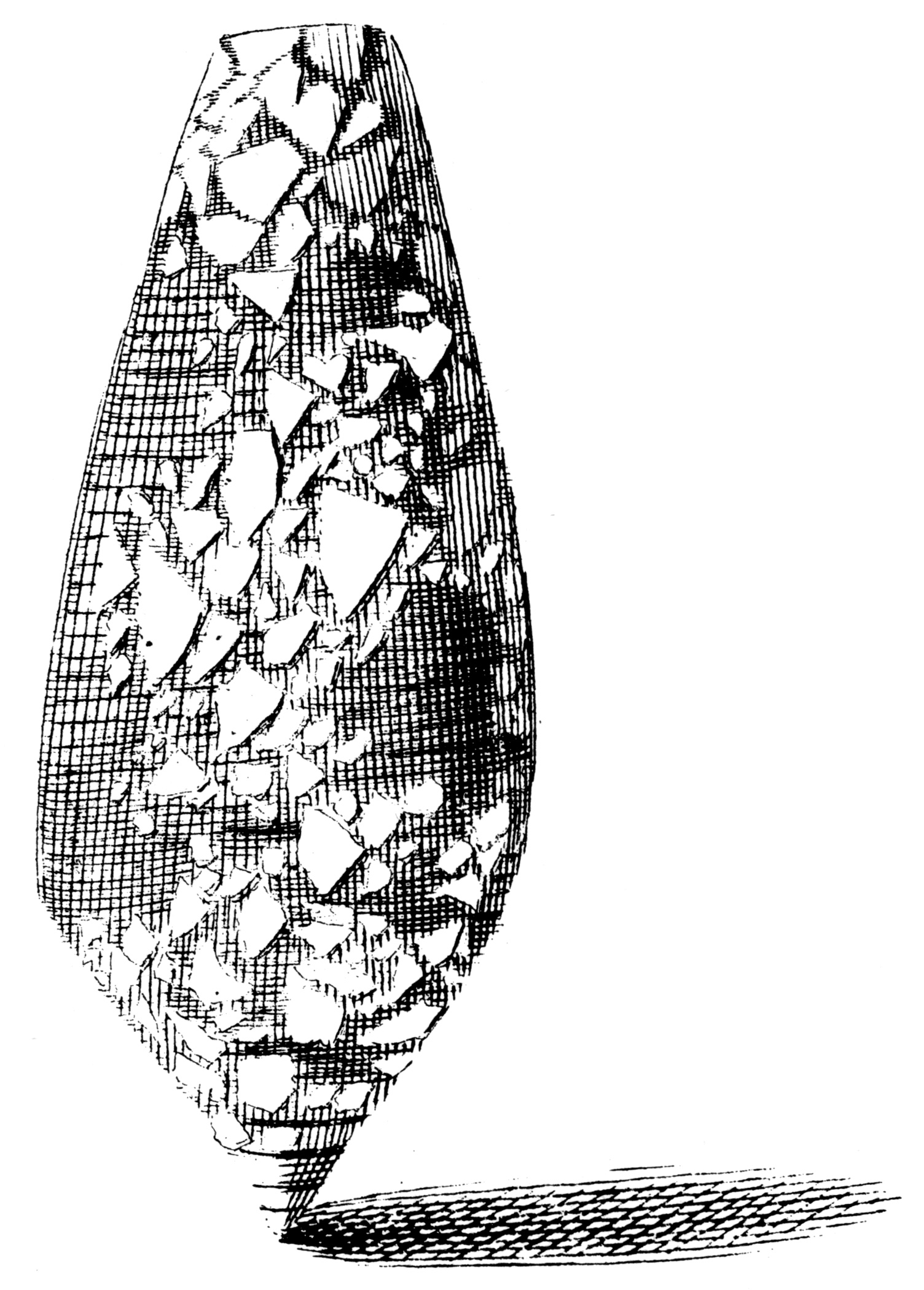
Ilustração de uma concha de C. aulicus com sua protoconcha voltada para o solo; retirada da obra Index Testarum Conchyliorum (1742) de Niccolò Gualtieri.

## Habitat e distribuição geográfica
Esta espécie é encontrada espalhada no Indo-Pacífico e Pacífico Ocidental, exceto Havaí, ocorrendo das Filipinas até norte da Austrália Ocidental, território do Norte e Queensland (incluindo a Grande Barreira de Coral; Austrália), ilhas Marshall e Polinésia Francesa, em direção às costas da África Oriental, no oceano Índico, a pouca profundidade; nos arrecifes da zona entremarés e em fundos arenosos e coralinos da zona nerítica, entre 16 a 50 metros, normalmente. É uma espécie carnívora, que se alimenta de peixes, imobilizando suas presas; se abrigando durante o dia e saindo para caçar à noite.